# Lee Barnes
Lee Stratford Barnes (Salt Lake City, 16 juli 1906 – Oxnard, 28 december 1970) was een Amerikaanse atleet, die gespecialiseerd was in het polsstokhoogspringen.
Barnes nam deel aan de Olympische Spelen van 1924 in Parijs en won een week voor zijn 18e verjaardag een gouden medaille bij het polsstokhoogspringen. Met een hoogte van 3,95 m versloeg hij zijn landgenoten Glen Graham (zilver) en James Brooker (brons). Overigens moest er een beslissingswedstrijd aan te pas komen om uit te maken wie kampioen werd. Barnes en Graham waren namelijk in eerste instantie als enigen over 3,95 gesprongen en de regel dat het aantal pogingen waarin deze sprong tot stand kwam medebepalend was voor de einduitslag bestond toen nog niet. Barnes kwam als overwinnaar uit deze beslissingswedstrijd tevoorschijn.
Hij studeerde aan de University of Southern California en trainde daar onder begeleiding van Dean Cromwel. In 1927 en 1928 werd hij Amerikaans kampioen. Op 28 april 1928 sprong hij in het Amerikaanse Fresno een wereldrecord van 4,30.
Op de Olympische Spelen van 1928 in Amsterdam was Lee Barnes niet in zijn beste vorm en werd vijfde in 3,95. Hij sprong dezelfde hoogte als de nummers drie en vier. In 1932 verspeelde hij een derde olympische deelname door bij de Amerikaanse Trials zevende te worden.
Na zijn sportcarrière leidde Barnes een eigen fabriek in Oxnard.

## Titels
- Olympisch kampioen polsstokhoogspringen - 1924
- Amerikaans kampioen polsstokhoogspringen - 1927, 1928

## Persoonlijke records
| Onderdeel            | Prestatie      | Datum         | Plaats |
| -------------------- | -------------- | ------------- | ------ |
| polsstokhoogspringen | 4,30 m (ex-WR) | 28 april 1928 | Fresno |

## Palmares

### Polsstokhoogspringen
- 1924:  OS - 3,95 m
- 1928: 5e OS - 3,95 m

1896: Welles Hoyt ·
1900: Irving Baxter ·
1904: Charles Dvorak ·
1908: Edward Cook & Alfred Gilbert ·
1912: Harry Babcock ·
1920: Frank Foss ·
1924: Lee Barnes ·
1928: Sabin Carr ·
1932: Bill Miller ·
1936: Earle Meadows ·
1948: Guinn Smith ·
1952: Bob Richards ·
1956: Bob Richards ·
1960: Don Bragg ·
1964: Fred Hansen ·
1968: Bob Seagren ·
1972: Wolfgang Nordwig ·
1976: Tadeusz Ślusarski ·
1980: Władysław Kozakiewicz ·
1984: Pierre Quinon ·
1988: Serhij Boebka ·
1992: Maksim Tarasov ·
1996: Jean Galfione ·
2000: Nick Hysong ·
2004: Tim Mack ·
2008: Steven Hooker ·
2012: Renaud Lavillenie ·
2016: Thiago Braz da Silva ·
2020: Armand Duplantis ·
2024: Armand Duplantis
- Bibliothèque nationale de France: cb170713328 (data)
- International Standard Name Identifier: 0000 0004 5971 6257
- Virtual International Authority File: 1543147605342957760004